# Paul Manasse
Paul Manasse (* 14. März 1866 in Naugard in Hinterpommern; † 27. September 1927 in Würzburg) war ein deutscher Laryngologe.

## Leben
Manasse wuchs in einer Bankiersfamilie auf und studierte Medizin an den Universitäten Tübingen, Berlin und Straßburg. In Tübingen wurde er Conkneipant der Landsmannschaft Schottland. Im Gegensatz zu seinem am 25. Februar 1867 in Schlepzig geborenen Namensvetter, dem Chirurgen Paul Manasse, der im November 1891 mit der Dissertation Die Heilung der Lungentuberkulose  durch diätetisch-hygienische Behandlung in Anstalten und Kurorten an der Universität Freiburg promoviert wurde, erfolgte seine Promotion an der Kaiser-Wilhelms-Universität in Straßburg bereits 1890 (vgl. Isidor Fischer, 1962, Band 2, S. 878) mit der Dissertation Ueber das Lecithin im Cholesterin der rothen Blutkörperchen.
Er war Assistent am Pathologischen Institut der Ohrenklinik und an der Medizinischen Klinik in Straßburg bei Abraham Kuhn. Im Anschluss an Studienreisen nach Wien und Berlin habilitierte er sich 1896 in Straßburg für Ohrenheilkunde.  1901 wurde er dort Direktor der Ohrenklinik. 1902 wurde er zum außerordentlichen Professor der Laryngologie ernannt,  1911 zum ordentlichen Professor. 1919 folgte er einem Ruf nach Würzburg. Am dortigen Luitpold-Krankenhaus richtete er eine Klinik ein. Er war, zusammen mit Wilhelm Lange und Karl Grünberg (1875–1932), Herausgeber des Handbuchs  der pathologischen Anatomie des menschlichen Ohres (1917, zwei Bände). Zu seinen Schülern zählt Max Meyer.

## Schriften (Auswahl)
- Die Ostitis chronica der menschlichen Labyrinthkapsel. In: Die Ohrenheilkunde und ihre Grenzgebiete. Band 7. 1912.
- Über primäre Cellutis perisinualis des Felsenbeins und Sinusthrombose. 1916.
- Anatomische Untersuchungen über die Tuberkulose der oberen Luftwege. 1927.